# Sân bay quốc gia Amado Nervo
Sân bay quốc gia Amado Nervo hay Sân bay Tepic (IATA: TPQ, ICAO: MMEP) là một sân bay quốc gia ở Tepic, là sân bay chính của bang Nayarit, Mêhicô. Sân bay này có 1 nhà ga và một hành lang. Đơn vị vận hành là Aeropuertos y Servicios Auxiliares, một công ty quốc doanh liên bang.
Sân bay được đặt tên theo nhà thơ quê ở Tepic Amado Nervo.

## Các hãng hàng không và các tuyến bay
- Aero California (Thành phố México, Tijuana)
- Aeromar (Thành phố México)
- Avolar (Colima, Tijuana)